# 1505年罗木斯塘地震
1505年羅木斯塘地震，是發生在1505年6月6日的地震，位置是現在尼泊爾西部格爾納利專區和木斯塘一帶。地震強度是黎克特制8.2-8.8級。
這次也是尼泊爾歷史上最強的地震，估計全國有30%人口遇難。